# Distretto di Azángaro (Lima)
Il distretto di Azángaro è uno dei trentatré distretti della provincia di Yauyos, in Perù. Si trova nella regione di Lima e si estende su una superficie di 79,84 chilometri quadrati.
Istituito il 15 febbraio 1955, ha per capitale la città di Azángaro.